# Larissa Semjonowna Latynina
Larissa Semjonowna Latynina (russisch Лариса Семёновна Латынина, wiss. Transliteration Larisa Semënovna Latynina; * 27. Dezember 1934 in Cherson, Ukrainische SSR) ist eine ehemalige sowjetische Kunstturnerin. Mit 18 gewonnenen Medaillen bei Olympischen Sommerspielen (1956–1964), darunter neun Goldmedaillen, ist sie die bislang am häufigsten dekorierte Olympionikin und die am zweithäufigsten ausgezeichnete Person überhaupt. Daneben wurde sie neunmal Weltmeisterin und siebenmal Europameisterin und arbeitete nach ihrer aktiven Karriere erfolgreich als Cheftrainerin für die sowjetische Turnriege.

## Leben

### Ausbildung und erfolgreiches Olympiadebüt
Larissa Latynina wurde als Larissa Dirij geboren und wuchs in ihrer Geburtsstadt Cherson in schwierigen Verhältnissen auf („Ich lernte eine große Wahrhaftigkeit in meiner schwierigen Kindheit kennen.“). Ihr Vater kehrte aus dem Zweiten Weltkrieg nicht zurück, während die Mutter als Putzfrau den Lebensunterhalt verdiente. Die gebürtige Ukrainerin Dirij begann ab dem elften Lebensjahr Ballettunterricht zu nehmen und zählte Maja Plissezkaja zu ihren Vorbildern. Nach dem Wegzug ihrer Ballettlehrerin wechselte sie auf Vorschlag des Turnlehrers Michail Sotnitschenko zum Kunstturnen. Dieser entdeckte ihr Talent und empfahl sie dem Kiewer Spitzentrainer Alexander Mischakow weiter. Unter Mischakow entwickelte sich die mittlerweile verheiratete Latynina zur international konkurrenzfähigen Kunstturnerin. Nach ihrem Debüt bei den Turn-Weltmeisterschaften 1954 in Rom, wo die 19-Jährige zwar noch Lehrgeld zahlen musste und im Einzelwettkampf über einen 14. Platz nicht hinaus kam, aber als Mitglied der sowjetischen Frauenmannschaft Gold gewann, errang sie zwei Jahre später bei den Olympischen Sommerspielen 1956 in Melbourne vier Olympiasiege. Im damaligen Achtkampf, im Bodenturnen, Pferdsprung und mit der sowjetischen Mannschaft gewann sie Gold sowie eine weitere Silber- und Bronzemedaille. Damit gehörte sie knapp hinter der Ungarin Ágnes Keleti zu den erfolgreichsten Athleten der Spiele. Ein Jahr später wurde Latynina mit dem Leninorden ausgezeichnet und gewann bei den erstmals ausgetragenen Turn-Europameisterschaften der Frauen in Bukarest alle fünf zu vergebene Titel.
An die bisherigen Erfolge konnte Latynina bei den Turn-Weltmeisterschaften 1958 in Moskau anknüpfen. Zwar musste sie sich am Boden der Tschechoslowakin Eva Bosáková geschlagen geben, gewann aber alle anderen ausgetragenen Wettbewerbe. Die Turnerin war zu diesem Zeitpunkt im vierten Monat schwanger, hatte diesen Umstand aber eigenen Angaben zufolge vor ihrem Trainer Mischakow geheim gehalten, um antreten zu können. Aufgrund der Geburt ihres ersten Kindes fehlte Latynina bei den Europameisterschaften 1959 in Krakau, konnte aber bei den Olympischen Sommerspielen 1960 in Rom ihre Olympiasiege im Mehrkampf, am Boden und mit der Mannschaft wiederholen und gewann drei weitere Medaillen.

### Aufstieg zur höchstdekorierten Olympionikin
Auch in den folgenden Jahren dominierte Latynina das Kunstturnen. „Es war nur meine Zielstrebigkeit und mein Siegeswille. Ich hatte dieses Wettkampf-Gen in mir. Verlieren wollte ich nie, das habe ich gehasst.“, so Latynina rückblickend im Jahr 2012. Bei den Turn-Europameisterschaften 1961 in Leipzig gewann sie Gold im Mehrkampf und am Boden sowie Silber am Schwebebalken und am Stufenbarren. Bei den Turn-Weltmeisterschaften 1962 in Prag errang sie Medaillen in allen ausgetragenen Wettbewerben, darunter Gold im Mehrkampf, am Boden und mit der Mannschaft. Das Bodenturnen war Latyninas Lieblingsdisziplin und erfüllte ihr eigenen Angaben zufolge, wenn auch abgewandelt, den eigentlichen Kindheitstraum Primaballerina zu werden. Bei den Olympischen Sommerspielen 1964 in Tokio stand die sowjetische Turnerin im Schatten der Tschechoslowakin Věra Čáslavská, von der sie im Mehrkampf, Pferdsprung und am Schwebebalken besiegt wurde. Dennoch gewann Latynina zum dritten Mal nach 1956 und 1960 Gold im olympischen Bodenturnen und im Mannschaftswettbewerb sowie je zwei Silber- und Bronzemedaillen an den übrigen Geräten. Insgesamt errang sie bei drei Olympischen Spielen 18 Medaillen, darunter neun Goldmedaillen. Damit war Latynina über Jahrzehnte die am häufigsten dekorierte Olympionikin, ehe 2008 der US-amerikanische Schwimmer Michael Phelps mehr Olympiasiege erzielen konnte. Ihr Medaillenrekord wurde von Phelps bei den Olympischen Spielen 2012 um vier Plaketten übertroffen. Latynina erklärte, dass sie Phelps den Rekord gönne, dem sie bereits 2008 nach seinen Erfolgen in Peking per Brief gratuliert hatte. „Ich sehe das ganz gelassen. Der Rekord hat immerhin seit 48 Jahren bestanden. Es war wohl an der Zeit, dass er gebrochen wird“, so Latynina am Rande der Spiele 2012 gegenüber russischen Reportern.

### Rücktritt und Arbeit als Trainerin

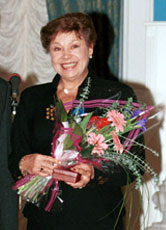
Latynina im Jahr 2000

Nach den Spielen in Tokio ging Latynina dem Kunstturnen noch zwei weitere Jahre nach. Bei den Turn-Europameisterschaften 1965 stand sie erneut im Schatten von Věra Čáslavská. Sie gewann vier Mal Silber und eine Bronzemedaille und blieb damit erstmals ohne einen Titel. Nach WM-Silber mit der sowjetischen Damenmannschaft bei den Weltmeisterschaften 1966 in Dortmund, hinter dem Team aus der Tschechoslowakei, beendete die 32-jährige Latynina im November des gleichen Jahres ihre Karriere als Kunstturnerin und widmete sich dem Familienleben. Aus der Ehe mit dem Schiffsbauingenieur Latynin gingen eine Tochter (* 1958) und ein Sohn (* 1961) hervor. Zwei weitere Ehen Latyninas zerbrachen. Ihre Tochter Tatjana ließ sich später zur Balletttänzerin ausbilden. In den Jahren 1960, 1965 und 1972 wurde Larissa Latynina das Ehrenzeichen der Sowjetunion zuteil.
Dem Kunstturnen blieb Latynina, die am Pädagogischen Institut der Universität Kiew studiert hatte, als Punktrichterin, Trainerin und Organisatorin verbunden. 1968 agierte die Trainerin bei den Olympischen Spielen als Kampfrichterin am Schwebebalken und Stufenbarren. Im Zeitraum von 1974 bis 1982 hatte Latynina das Amt der sowjetischen Nationaltrainerin inne. Ihre Schützlinge erturnten bei den Olympischen Sommerspielen 1968, 1972 und 1976 insgesamt zehnmal Gold. Bei den Olympischen Sommerspielen 1980 in Moskau kümmerte sie sich als Mitglied des Organisationskomitees um die Turnwettbewerbe.
Nach dem Zusammenbruch der Sowjetunion im Jahr 1990 ging Latynina als Trainerin nach Japan, später war sie für das Moskauer Sportkomitee tätig und leitete ehrenamtlich die Turntalentschule Goldene Möwe in Obninsk, in der Nähe von Moskau. 2012 besuchte die Pensionärin, die außerhalb von Moskau lebt, als Gast des Internationalen Turnverbands FIG die Olympischen Sommerspiele in London.

## Olympische Erfolge
Olympische Sommerspiele 1956 in Melbourne:
- Gold im Achtkampf
- Gold im Mannschaftswettbewerb
- Gold im Pferdsprung
- Gold im Bodenturnen
- Silber am Stufenbarren
- Bronze in der Gruppengymnastik

Olympische Sommerspiele 1960 in Rom:
- Gold im Achtkampf
- Gold im Mannschaftswettbewerb
- Gold im Bodenturnen
- Silber am Stufenbarren
- Silber am Schwebebalken
- Bronze im Pferdsprung

Olympische Sommerspiele 1964 in Tokio:
- Gold im Mannschaftswettbewerb
- Gold im Bodenturnen
- Silber im Achtkampf
- Silber im Pferdsprung
- Bronze am Stufenbarren
- Bronze am Schwebebalken

## Ehrungen
- Ehrenzeichen der Sowjetunion (1960, 1965, 1972)
- Olympischer Orden (1989)
- Aufnahme in die International Gymnastics Hall of Fame (1998)